# Stal Nysa
Stal Nysa – polski klub piłkarski z Nysy, rozwiązany w 1990 roku. 

## Historia
Klub Sportowy Stal Nysa powstał w 1947 roku lub w 1948 roku jak Olimpia Nysa. W sezonie 1965/1966 Stal wystąpiła w Pucharze Polski na szczeblu centralnym, 

W sezonie 1967/68 Stal połączyła się z (wojskowym) KS Nysa tworząc MZKS Nysa. Nowy klub przejął miejsce KS Nysa w III lidze.

W sezonie 1971/1972 Stal osiągnęła swój największy sukces ligowy – 11. miejsce w III lidze. W sezonie 1979/1980 Stal wystąpiła po raz ostatni na poziomie III ligowym. W 1990 roku sekcja piłkarska ze względu na problemy finansowe Zakładów Urządzeń Przemysłowych w Nysie została zlikwidowana.

## Sukcesy
- 11. miejsce w III lidze – 1971/1972
- 1/32 finału Pucharu Polski – 1965/1966

## Stadion
Stal domowe mecze rozgrywała na Stadionie Stali w Nysie przy ul. Kraszewskiego. Dane techniczne obiektu:
- pojemność: 3000 miejsc (2000 siedzących)
- oświetlenie: brak

## Występy w III lidze
- 1967/68 – III liga, grupa: I – 11. miejsce
- 1968/69 – III liga, grupa: I – 12. miejsce
- 1969/70 – III liga, grupa: I – 16. miejsce
- 1971/72 – III liga, grupa: I – 11. miejsce
- 1972/73 – III liga, grupa: I – 16. miejsce
- 1977/78 – III liga, grupa: VI – 14. miejsce
- 1979/80 – III liga, grupa: VI – 12. miejsce